# Heroes of Might and Magic 5
Heroes of Might and Magic 5 (известна и като HoMM5 и Heroes 5) е компютърна игра от жанра походова стратегия, излязла като продължение на поредицата, през май 2006 г.
Играта е създадена от руската компания Nival и финансирана и разпространявана от френския гигант Ubisoft и е първата част от поредицата, която е разработена извън пределите на 3DO и NWC.

## Общо за играта
Heroes of Might and Magic 5 е първата играта игра от поредицата с изцяло 3D енджин, чрез който са показани шест различни игрови раси:
- Haven – хора
- Inferno – демони
- Necropolis – неживи
- Academy – магьосници
- Dungeon – тъмни елфи
- Sylvan – горски елфи
- Fortress – джуджета (Hammers of Fate)
- Stronghold – орки (Tribes of the East)

В играта има над 80 различни същества с около 190 ефекта. Героят може да избира от над 200 умения и 40 магии за да развие и оформи силна армия.
Поддържани са солов и мрежов тип на игра, включително и Hot Seat режим при който двама или повече играчи могат да играят на един компютър.

## Градове
В Heroes of Might and Magic 5 (както и в миналите части на поредицата) играчът трябва да избере своя град (раса), с която да продължи напред в играта, градът е съставен от различен брой сгради, разделени в три основни групи:
- Стандартни – присъщи за всяка раса
- Магически – включващи магическата кула и някои специфични за града постройки
- Жилища – сгради, от които се наема армия. Само при хората има и ниви, от които играчът си взима селяни.

За построяването на отделните структури играчът се нуждае от 7 различни ресурса, които той събира по време на походите си – злато, камъни, дърва, живак, кристали, сяра и скъпоценни камъни.
Освен ресурси, всяка сграда изисква и определено ниво на града, като предходно построените дават то една единица към нивото, някои структури се нуждаят от друга сграда, за да могат да бъдат построени, например не можете да построите казарми в човешкия град, без преди това да имате ковачница.

## Герои
Всяка раса си има собствен тип герой, съответно:
- Haven – Рицар
- Inferno – Демон Лорд
- Necropolis – Некромант
- Academy – Маг
- Dungeon – Вещер
- Sylvan – Рейнджър
- Fortress – Лорд на Руните (Hammers of Fate)
- Stronghold – Варварин (Tribes of the East)

Всеки тип герой си има свое специално умение, което може да бъде изучавано само от него. Всяка раса притежава по 9 героя в солова игра, като всеки от тях има и специалност, която получава още в началото.
Героите имат атрибути – атака, защита, магическа сила и знания. Атака и защитата въздействат на силата на съществата в армията на героя, докато магическата сила и знанията се отнасят до магиите и маната които има и прави героят. Атрибутите на героят могат да се покачат, когато той посети специални сгради по полето, намери артефакт или когато повдигне ниво.
За да повдигне ниво, героят се нуждае от определено количество опит, който се добива от битки с неутрални или различни вражески армии, специфични сгради или ковчези със съкровища, които се намират по картата.

## Магически школи
В Heroes 5 има четири основни магически школи:
- Светла – различни магии, които действат благотворно
- Тъмна – позволява сътворяването на различни зловредни заклинания
- Призоваваща – героят изучил тази школа може да призовава различни същества
- Разрушителна – деструктивни и бойни магии, които нанасят щета
- Рунна – магии които само джуджетата могат да научат струват ресурси и имат 3 кръга (Hammers of Fate)
- Оркски – Орките не могат да научат нормални магии за това имат собствени които имат като на джуджетата три кръга (Tribes of the East)

Във всяка магическа школа се съдържат 10 магии, по две за всяко ниво (до пето), като колкото по-високо е равнището на една магия, толкова по-могъща е тя. За да се сътвори заклинание, героят трябва да ползва част от маната си, като различните магии изискват различно количество.

### Приключенски магии
Приключенските магии не са включени към отделна школа, те са само четири и се използват по време на походите ви из картата, чрез тях можете да телепортирате героя си, да построите лодка или да доведете същества от близък град до армията ви.

## Артефакти
В играта има девет типа артефакти – шлемове, амулети, брони, мантии, ботуши, оръжия, щитове, пръстени, и един специален предмет, наречен Граал.
Артефактите увеличават атрибутите на героя, дават му магии, различни умения или защитни функции. В „Tribes of the East“ някои артефакти се сливат и дават по-голям бонус.

### Граал
Граалът може да съществува само един път на картата, като той е заровен и за да го намери играчът трябва да посети няколко, разпръснати по игралната карта обелиска, които ще формират карта с местоположението на Граала, след което играчът трябва да го изкопае и занесе в градът си, така той ще построи сграда, която повишава почти всички характеристики в замъка му.